# 并
【并】 — китайський ієрогліф. Рідко використовується на письмі в японській мові. Традиційний варіант: 幷.

## Значення
1. поєднувати, об'єднувати.
2. стояти в ряд; поставити в ряд.
3. крім цього, також.
1) і, також.
2) поряд з цим.
3) так само.
4. (кит.) Бін (провінція стародавнього Китаю).

Ключ: 51 (干 + 5);  Кількість рисок: 8.
Введення ієрогліфа методом цанзє: 卜十卜十 (YJYJ); . .
- Синоніми: 竝, 並.

## Прочитання
| Китайська         |                           |                   |                   |                 |                 |
| Мандаринська мова | Мандаринська мова         | Мандаринська мова | Мандаринська мова | Кантонська мова | Кантонська мова |
| чжуїнь            | піньїнь                   | Вейд-Джайлз       | кирилиця          | ютпхін          | Єль             |
| ㄅㄧㄥ ㄅㄧㄥˋ    | bīng (bing1) bìng (bing4) | ping1 ping4       | бін               | bing3 bing6     | bing1 bing3     |

| Корейська |         |               |              |        |          |
|           | хангиль | стара латинка | нова латинка | Єль    | кирилиця |
| Звук:     | 병      | pyŏng         | byeong       | pyeng  | пьон     |
| Назва:    | 아우를  | aurûl         | aureul       | awulul | ауриль   |

| Японська |                                   |                                  |                                  |
|          | кана                              | латинка                          | кирилиця                         |
| Он:      | へい ひょう                       | hei hyō                          | хей хьō                          |
| Кун:     | あわせる ならべる ならぶ ならびに | awaseru naraberu narabu narabini | авасеру нараберу нарабу нарабіні |
| Ім'я:    | —                                 | —                                | —                                |